# Terra nullius
Terra nullius és una locució llatina que significa terra de ningú. En dret internacional la seva definició ha evolucionat al llarg del temps. Històricament ha estat un sistema jurídic de colonització i d'adquirir la sobirania un estat en un territori habitat o no.

## Terra nullius i colonització
Durant el segle xviii el principi de terra de ningú es va utilitzar per a donar força legal a les colonització de les terres ocupades per pobles que no tenien una organització estàtica o un sistema de propietat organitzat (per exemple poblacions nòmades i/o que no practicaven l'agricultura). Segons l'escola suïssa de dret internacional que parteix Christian Wolff, va proposar que es considerés terra nullius la terra no cultivada pels habitants indígenes i que aquells que feien l'esforç de cultivar-la adquirien, en conseqüència el dret a la propietat.
El principi de terra de ningú va ser invocat per justificar la colonització d'Austràlia pels britànics i les expropiacions de terres dels aborígens australians. No va ser fins a 1992 quan el Tribunal Suprem d'Austràlia invalidà retroactivament aquest argument i proclamà que Austràlia mai havia estat terra nullius.

## Terra nullius al Sàhara Occidental
Sobre el territori del Sàhara Occidental, davant la comunicació de l'Assemblea General de l'ONU, el 16 d'octubre de 1975 el Tribunal Internacional de Justícia va donar a aquest terme una definició restrictiva: no es poden considerar com terra nullius els territoris habitats per tribus o pobles que tenen una organització social i política.

## Terranullius a l'Àrtic
Per exemple, l'Illa de l'Ós de l'arxipèlag Svalbard, va ser terra de ningú des del seu descobriment, el 1596, fins que el 1920 Noruega en va adquirir la sobirania.

## Terra nullius i Antàrtida
De fet, l'Antàrtida, és la darrera terra nullius, en la mesura que algunes de les seves terres es poden considerar habitables. Però en haver un Tractat de l'Antàrtida no s'aplica el concepte de terra de ningú.

## Terra nullius i cossos de l'espai
Actualment el Tractat de l'Espai de 27 de gener de 1967, en el seu article 2 prohibeix tota apropiació nacional per proclamació de la sobirania en cossos de l'espai.